# Sorex pribilofensis
Sorex pribilofensis е вид бозайник от семейство Земеровкови (Soricidae). Видът е застрашен от изчезване.

## Разпространение
Разпространен е в САЩ (Аляска).